# Canopus (estrella)
Canopus o Canopo es el nombre de la estrella Alfa Carinae (α Car). Con magnitud aparente −0.72, es la más brillante de la constelación de Carina («La Quilla») y la segunda más brillante del cielo nocturno tras Sirio (α Canis Majoris), cuya magnitud es −1.47. Es circumpolar al sur de la latitud 37° S.
Situada a unos 310 años luz del Sol, Canopus es una gigante brillante de  tipo espectral A9, por lo que es esencialmente blanca cuando se ve a simple vista. Tiene una luminosidad más de 10 000 veces superior a la luminosidad del Sol, es ocho veces más masivo que el Sol y se ha expandido hasta 71 veces el  radio del Sol.  Su fotosfera ampliada tiene una temperatura efectiva de alrededor de 7400 K.  Canopus está experimentando una quema de helio en el núcleo  y actualmente se encuentra en la llamada fase de bucle azul de su  evolución, habiendo pasado ya por la rama de las gigantes rojas tras agotar el hidrógeno de su núcleo. Canopus es una fuente de rayos X, probablemente emitidos por su corona.
Por su prominente aspecto, Canopus ha sido objeto de la mitología de muchos pueblos antiguos. En general, se considera que su nombre proviene de la mitología. Canopo, que fue navegante de Menelao, rey de Esparta. El  amanecer acrónico marcaba la fecha de la fiesta de Ptolemaia en Egipto. En la antigua India, recibió el nombre de Agastya por el venerado sabio Védico. Para los astrónomos chinos, era conocido como el Viejo del Polo Sur.

## Nombre
De acuerdo con la obra de Richard Hinckley Allen Star Names: Their Lore and Meaning, el nombre Canopus tiene dos orígenes posibles. El primero proviene de las leyendas de la guerra de Troya, ya que la constelación de Carina formaba parte en la antigüedad de la gigantesca constelación Argo Navis («El navío Argos»), es decir,  el barco utilizado por Jasón y los Argonautas; la estrella más brillante de la constelación recibió el nombre del piloto del barco de Menelao, Canopus. El segundo origen del nombre proviene del idioma copto, hablado en Egipto; Kahi Nub («Tierra dorada»), haría referencia al color de la estrella vista sobre el horizonte desde este país, enrojecido por la extinción atmosférica.
En la antigua astrología hindú, la estrella es conocida como Agastya, uno de los rishi —sabios míticos—, hijo de los dioses Varuna y Mitra.
- Argo Navis era la nave utilizada por Jasón y los argonautas en la leyenda de la Guerra de Troya. La estrella más brillante de la constelación recibió el nombre de un piloto de barco de otra leyenda griega: [Canopus (mitología)|Canopus]], piloto de la nave de Menelao en su búsqueda para recuperar a Helena de Troya después de que fuera raptada por Paris.[4]
- Un antiguo puerto egipcio en ruinas llamado Canopus se encuentra cerca de la desembocadura del Nilo, lugar de la Batalla del Nilo.  Se especula que su nombre deriva de la lengua egipcia Coptic Kahi Nub («Tierra Dorada»), que hace referencia a cómo habría aparecido Canopus cerca del horizonte en el antiguo Egipto, enrojecido por la extinción atmosférica desde esa posición.[4][5]

En 2016, la Unión Astronómica Internacional organizó un Working Group on Star Names (WGSN) para catalogar y estandarizar los nombres propios de las estrellas. El primer boletín de la WGSN de julio de 2016 incluía una tabla con los dos primeros lotes de nombres aprobados por la WGSN, que incluía Canopus para esta estrella. Canopus está ahora incluido en el Catálogo de nombres de estrellas de la IAU.
Canopus marcaba tradicionalmente el timón de la nave Argo Navis. El cartógrafo celeste alemán Johann Bayer le dio en 1603 la denominación de α Argus (latinizado a Alpha Argus) como la estrella más brillante de la constelación. En 1763, el astrónomo francés Nicolas Louis de Lacaille dividió la enorme constelación en tres más pequeñas, y, por tanto, Canopus se convirtió en α Carinae (latinizado a Alpha Carinae). Aparece en el Bright Star Catalogue como HR 2326, en el Henry Draper Catalogue como HD 45348, y en el Hipparcos catalogue como HIP 30438. Flamsteed no numeró esta estrella austral, pero Benjamin Apthorp Gould le dio el número 7 (7 G. Carinae) en su Uranometria Argentina.
Un nombre ocasional que se ve en inglés es Soheil, o el femenino Soheila; en turco es Süheyl, o el femenino Süheyla, del nombre árabe para varias estrellas brillantes, سهيل suhayl, y Canopus era conocido como Suhel  /'suːhEl/ en la época medieval. Las grafías alternativas incluyen Suhail, Souhail, Suhilon, Suheyl, Sohayl, Suhayil, Shoel, Sohil, Soheil, Sahil, Suhayeel, Sohayil, Sihel y Sihil. Un nombre alternativo era Wazn «peso» o Haḍar «suelo», posiblemente relacionado con su posición baja cerca del horizonte. De ahí viene su nombre en las tablas alfonsíes', Suhel ponderosus, una latinización de Al Suhayl al Wazn. Su nombre griego revivió durante el Renacimiento.

## Observación

La constelación Carina con Canopus hacia la derecha (oeste)

El griego Posidonio de Apamea (135 a. C.‑51 a. C.) determina el valor de la circunferencia terrestre valiéndose de la altura de Canopus vista desde Rodas y Alejandría, siguiendo un método similar al de Eratóstenes con el Sol.
El astrónomo musulmán español Ibn Rushd fue a Marrakech (en Marruecos) para observar la estrella en 1153, ya que era invisible en su Córdoba natal, al‑Ándalus. Utilizó la diferente visibilidad en distintas latitudes para argumentar que la tierra es redonda, siguiendo el argumento de Aristóteles que sostenía que tal observación sólo era posible si la tierra era una esfera relativamente pequeña.
El explorador inglés Robert Hues llamó la atención de los observadores europeos sobre Canopus en su obra de 1592 Tractatus de Globis, junto con Achernar y Alpha Centauri, señalando:

Ahora, por lo tanto, sólo hay tres Estrellas de primera magnitud que pude percibir en todas esas partes que nunca se ven aquí en Inglaterra. La primera de ellas es esa brillante estrella en el esterne de Argo que llaman Canobus. La segunda está en el extremo de Eridanus. La tercera está en el pie derecho de Centaure.

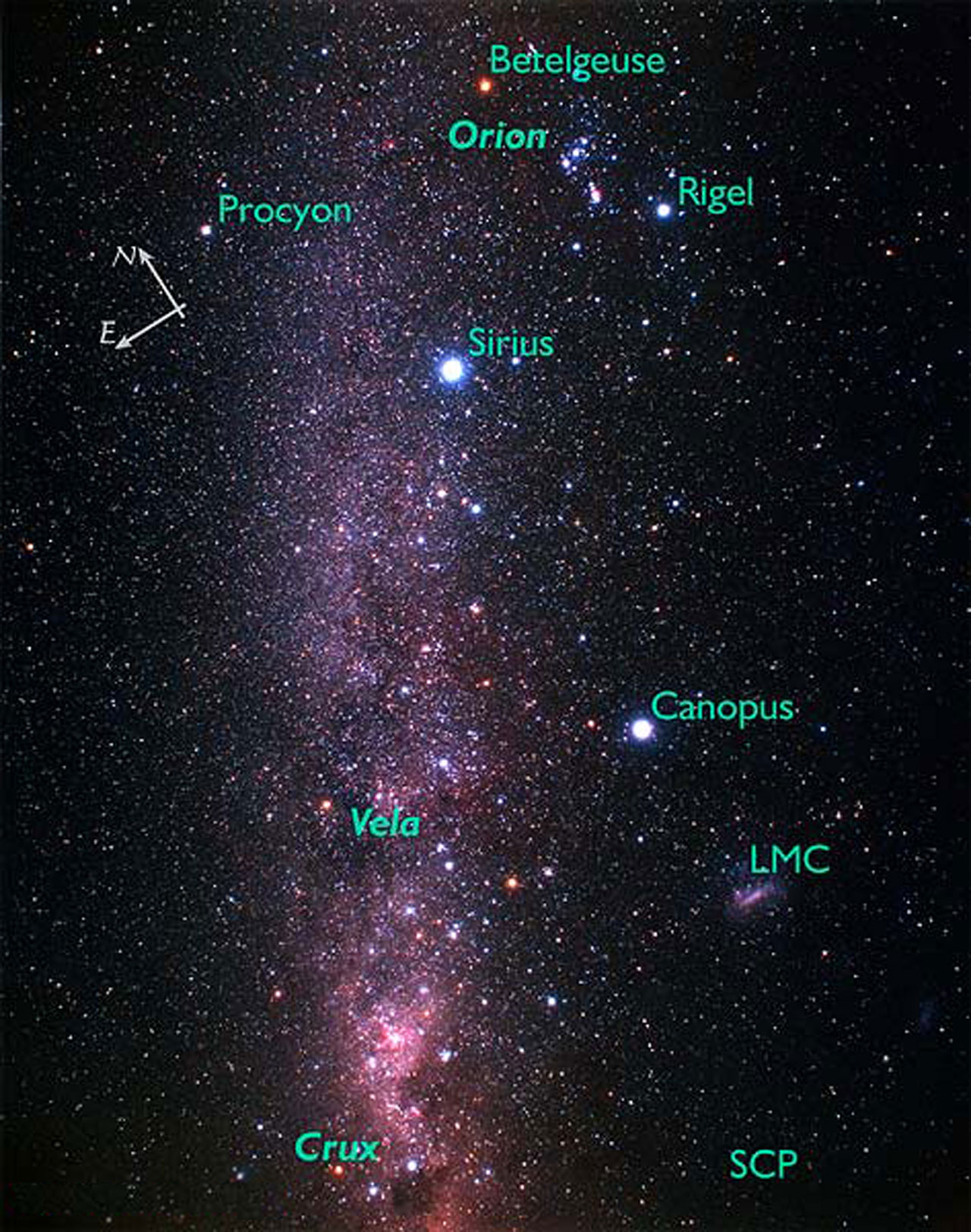
Vista gran angular mostrando Canopus y otras estrellas prominentes con la Vía Láctea

En el Hemisferio Sur, Canopus y Sirio son visibles simultáneamente en lo alto del cielo, y alcanzan un meridiana a sólo 21 minutos de distancia. Más brillante que primera magnitud, Canopus puede verse a simple vista en las primeras horas del crepúsculo. Visible sobre todo a mediados y finales del verano en el hemisferio sur, Canopus culmina en la medianoche del 27 de diciembre, y a las 21 horas del 11 de febrero.
Cuando se ve desde latitudes al sur de 37°18′ S, Canopus es una estrella circumpolar. Dado que Canopus se encuentra tan al sur en el cielo, nunca sale en latitudes medias o muy septentrionales; en teoría, el límite septentrional de visibilidad es la latitud 37°18′ norte. Esto es justo al sur de Atenas, Richmond, Virginia (EE. UU.) y San Francisco, y muy cerca de Sevilla y Agrigento. Se encuentra casi exactamente a la latitud del Observatorio Lick en Mt. Hamilton, California, desde donde es fácilmente visible debido a los efectos de la elevación y la refracción atmosférica, que añaden un grado más a su altitud aparente. En condiciones ideales, puede divisarse tan al norte como la latitud 37°31′ de la costa del Pacífico. Otro registro de visibilidad más septentrional procede del Monte Nemrut en Turquía, latitud 37°59′. Es más fácilmente visible en lugares como la Costa del Golfo y Florida, y la isla de Creta (Grecia), donde la mejor época para verla alrededor de las 9 p. m. es a finales de enero y principios de febrero.
Canopus tiene un índice de color B‑V de +0.15 —donde 0 es un blanco azulado—, lo que indica que es esencialmente blanco, aunque se ha descrito como blanco amarillento. El tipo espectral de Canopus se ha descrito como F0 y cada vez más cálido como A9. Es menos amarillo que Altair o Procyon, con índices medidos de 0.22 y 0.42, respectivamente. Algunos observadores pueden haber percibido a Canopus teñido de amarillo debido a que está bajo en el cielo y, por tanto, sujeto a los efectos atmosféricos. Patrick Moore dijo que nunca le pareció otra cosa que blanco. La corrección bolométrica para Canopus es 0.0, lo que indica que la magnitud absoluta visual y la magnitud absoluta bolométrica son iguales.
Anteriormente se propuso que Canopus era miembro de la asociación Scorpius-Centaurus, sin embargo no se encuentra cerca de los subgrupos de dicha asociación, y no se ha incluido como miembro de Sco‑Cen en los estudios cinemáticos que utilizaron datos astrométricos de Hipparcos. No se cree que Canopus sea miembro de ningún grupo estelar joven cercano. En 2014, el astrónomo Eric Mamajek informó de que una enana M extremadamente activa magnéticamente (con una fuerte emisión de rayos X coronal), 1.16 grados al sur de Canopus, parece compartir un movimiento propio común con Canopus. La separación proyectada de la enana M 2MASS J06234738-5351131 («Canopus B») es de aproximadamente 1.9 pc. Sin embargo, a pesar de esta gran separación, sigue estando dentro del radio de marea estimado (2.9 pc) para la estrella masiva Canopus.
Ninguna estrella más cercana que Canopus es más luminosa que ella, y ha sido la estrella más brillante en el cielo nocturno de la Tierra durante tres épocas en los últimos cuatro millones de años. Otras estrellas aparecen más brillantes sólo durante períodos relativamente temporales, durante los cuales pasan por el Sistema Solar mucho más cerca que Canopus. Hace unos 90 000 años, Sirio se acercó lo suficiente como para ser más brillante que Canopus, y así seguirá siendo durante otros 210 000 años. Pero dentro de 480 000 años, cuando Sirio se aleje y parezca más débil, Canopus volverá a ser la más brillante, y lo seguirá siendo durante un período de unos 510 000 años.

## Características físicas

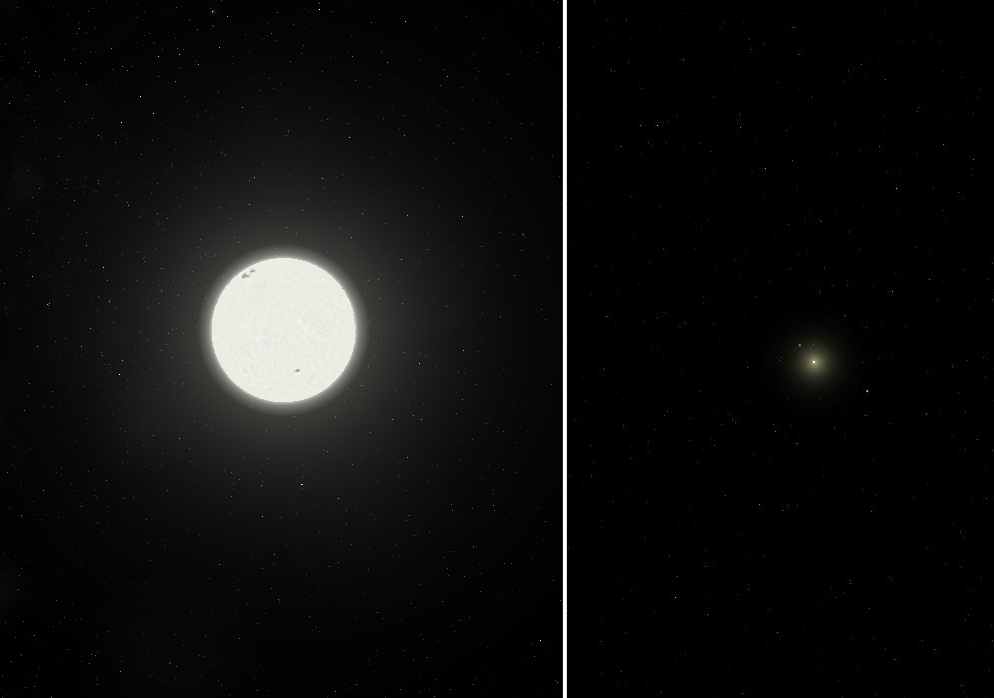
El Sol y Canopus a 6 UA

La distancia a la que se halla Canopus fue objeto de discusión hasta que fue medida con precisión por el satélite Hipparcos a partir de su paralaje, resultando en 309 años luz. Con una luminosidad 13 300 veces la de nuestro Sol, es la estrella de mayor brillo intrínseco en un radio de 700 años luz del sistema solar. Es, por ejemplo, mucho más luminosa que Sirio, cuya luminosidad equivale únicamente a unas 22 veces la del Sol.
Canopus es una gigante luminosa o supergigante blanco-amarilla de tipo espectral F0II con una temperatura superficial de 7280 K. Las supergigantes de tipo F como Canopus son escasas y mal conocidas; pueden ser estrellas en proceso de evolucionar hacia la etapa de gigante roja o, por el contrario, podrían estar «regresando» desde dicha fase. Lo más probable es que Canopus se halle en esta última situación, fusionando helio en carbono y oxígeno en su núcleo. Su radio es 71 veces más grande que el radio solar; situada en el lugar del Sol, se extendería hasta 9/10 partes de la órbita de Mercurio. Tiene una corona muy caliente, diez veces más caliente que la del Sol, observable tanto en rayos X como en ondas de radio. Con una masa de 8 o 9 masas solares, Canopus se encuentra en el límite entre las estrellas de masa intermedia y las masivas; su masa no es, por lo tanto, suficiente para que acabe explosionando como supernova y concluirá sus días como una enana blanca compuesta por neón y oxígeno, y no, como la mayor parte de estos remanentes estelares, por carbono y oxígeno.
Debido a su posición fuera del plano de la eclíptica —al contrario que Sirio— y a su brillo, Canopus es una estrella utilizada a menudo por las sondas espaciales para orientar su posición.

## En la antigüedad
En China se asociaba con Shou Xing, uno de los Fushoulu.
En la mitología guanche de la isla de Tenerife (España), la estrella Canopus era vinculada con la diosa Chaxiraxi.